# Heraklonas

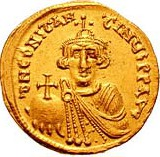
Solidus des Heraklonas (Zuweisung unsicher).

Heraklonas (* 626 in Lasika; † 641 auf Rhodos) war im Jahr 641 für einige Monate Kaiser des Oströmischen Reiches.

## Leben
Konstantinos Herakleios (mittelgriechisch Κωνσταντίνος Ἡράκλειος, lateinisch Constantinus Heraclius), bekannter unter den Koseformen Heraklonas (Ἡρακλωνᾶς) oder Herakleonas (Ἡρακλεωνᾶς, lateinisch Heraclianus), gelegentlich auch als Herakleios II. (Ἡράκλειος Βʹ) bezeichnet, war ein Sohn des Kaisers Herakleios und der Martina. Diese setzte alles daran, dass Heraklonas alleiniger Thronerbe und sein älterer Halbbruder Konstantin III. von der Thronfolge ausgeschlossen werden sollte. So brachte sie ihren Mann dazu, Heraklonas 632 zum Caesar und – nach dem gescheiterten Umsturzversuch ihres illegitimen Stiefsohns Johannes Athalarich – am 4. Juni 638 zum Mitkaiser zu ernennen.
Als Herakleios am 11. Februar 641 starb, wurde die Witwe Martina zur faktischen Regentin, musste die Herrschaft aber zunächst mit Konstantin III. teilen. Dieser war offenbar schon längere Zeit krank, jedenfalls verstarb er am 25. Mai und im Volk kam der Verdacht auf, dass Martina bei diesem Tod nachgeholfen hatte. Vor seinem Tod hatte Konstantin III. noch seinen elfjährigen Sohn Flavios Herakleios als Caesar zum Erben bestimmt, der im Sommer als Konstans II. (eigentlich: Konstantin) zum Mitkaiser gekrönt wurde. Offenbar selbst der Regentin Martina gegenüber misstrauisch, hatte Konstantin III. den Heermeister Valentinos angewiesen, seinen Sohn zu beschützen. Allem Anschein nach kam es zum Machtkampf zwischen zwei Hofparteien.
Vermutlich am 14. September 641 drang dann das „Volk“, das die Herrschaft der Kaiserwitwe endgültig beenden wollte (vermutlich steckten einflussreiche Senatoren hinter der Revolte), in den Kaiserpalast ein, verstümmelte Martina und Heraklonas (ihr wurde die Zunge abgeschnitten, ihm die Nase) und verbannte beide nach Rhodos. Heraklonas starb kurz darauf an seinen schweren Verletzungen (vgl. dazu den Bericht bei Theophanes, AM 6133). Da auch dessen jüngere Brüder David Tiberios und Martinos beseitigt wurden, konnte Konstans II. unangefochten das Kaisertum übernehmen. Die Monate der inneren Unruhe hatten das Reich allerdings weiter geschwächt und sicher mit dazu beigetragen, dass der Vormarsch der Araber auch in Ägypten nicht gestoppt wurde.